# Cuarta Avenida Suroeste
La 4.ª Avenida Suroeste (Cuarta Avenida Suroeste) es una de las vías secundarias de orientación norte-sur en la ciudad de Managua, Nicaragua, conectando los barrios del cuadrante suroeste con importantes arterias de la ciudad.

## Trazado
La vía inicia al norte desde la Pista Gaza, avanzando hacia el sur por el barrio Bolonia, cruzando calles residenciales como la 11.ª Calle Suroeste y la Avenida Bolívar (Managua). Luego continúa atravesando la Pista Juan Pablo II, donde finaliza en el sector del Barrio 380.

## Intersecciones principales
- Pista Gaza – Conexión norte por la Dupla Norte
- 11.ª Calle Suroeste – Vía transversal en zona residencial
- Avenida Bolívar (Managua) – Arteria histórica de Managua
- Pista Juan Pablo II – Importante autopista de la ciudad

## Barrios que atraviesa
- Bolonia
- El Edén
- Barrio 380

## Coordenadas
12°8′10″N 86°16′02″O / 12.13611, -86.26722